# Премія YUNA найкращому артисту Нових медіа
«YUNA» — щорічна українська щорічна національна професійна музична премія, заснована у 2011 році. Премія найкращому артисту Нових медіа — колишня нагорода, що вручалася на 5 і 6 церемонії вручення, на яких вшановувалися вшановувалися досягнення у музиці за 2015 і 2016 роки відповідно. У першому випадку нагорода мала назву Найкращий артист NewMedia, а в другому — Новий подих.

## 2015—2016

### 2015
- «Время и Стекло»[1]

### 2016
- Cepasa[2]
  - Dima Libra
  - «Naosleep»
  - «АССА»